# Port d'attache (film)
Pour plus de détails, voir Fiche technique et Distribution.
Port d'attache est un film français réalisé par Jean Choux, sorti en 1943.

## Fiche technique
- Titre : Port d'attache
- Réalisation : Jean Choux
- Assistant réalisateur : Émile Roussel
- Scénario : René Dary
- Dialogues : Pierre Lestringuez
- Photographie : René Gaveau
- Montage : Madeleine Gug
- Musique : Henri Verdun
- Son : Maurice Carrouet
- Décors : Lucien Aguettand et Raymond Nègre
- Société de production : Pathé Cinéma
- Directeur de production : Raymond Borderie
- Pays de production :  France
- Format :  Noir et blanc - 1,37:1 - 35 mm - son mono
- Genre :  Comédie
- Durée : 98 minutes (1 h 38)
- Date de sortie : 
  - France : 10 février 1943

## Distribution
- Michèle Alfa : Ginette
- René Dary : René
- Édouard Delmont : Le père Garda
- Ginette Baudin : la fille du père Garda
- Alfred Adam : Bertrand
- Raymond Bussières
- Alfred Baillou
- Jean Daurand
- Cécile Didier
- Max Doria
- Albert Duvaleix
- Robert Le Fort : le mecanicien
- Marcel Méral
- Janine Villard
- Henri Vidal